# Lev Zadov

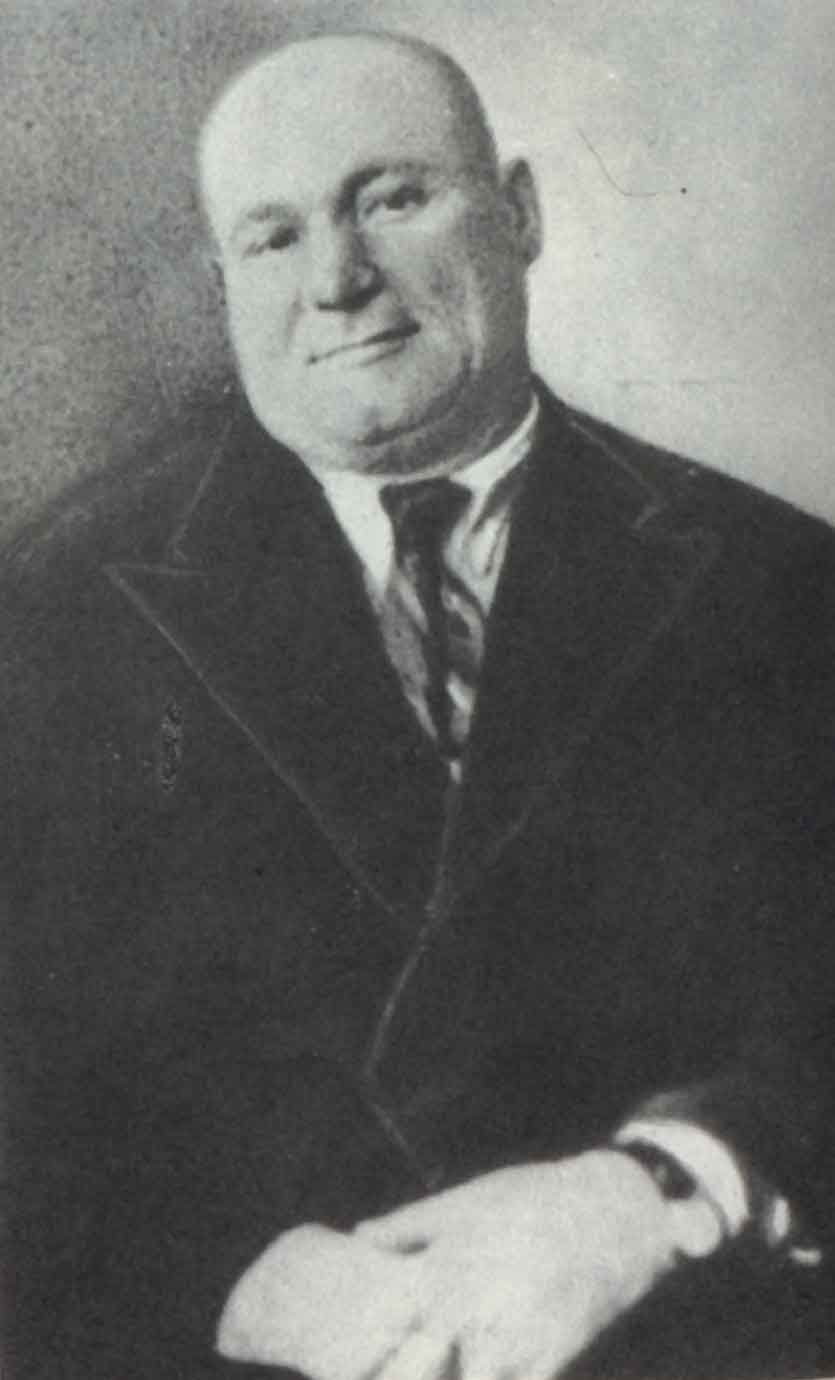
Lev Zadov

Lev Nikolajevitsj Zadov (Oekraïens: Лев Миколайович Задов) (Joezovka (Oblast Donetsk), 11 april 1893 – Kiev, 25 september 1938) was het hoofd van de militaire inlichtingendienst van het Revolutionair Opstandsleger van Oekraïne. Na de nederlaag van het Revolutionair Opstandsleger ging hij in dienst bij de Tsjeka. Hij werd in 1938 geëxecuteerd door de Sovjet-autoriteiten.
Hij werd geboren als Lev Zadov maar veranderde zijn achternaam in Zinkovskij (Зиньковский).

## Jonge jaren
Lev Zadov werd geboren in Veselaja, een kleine Joodse landbouwkolonie in het Russische Rijk, in het Alexandrovski District. In de jaren 1898-1900 braken in het gezin moeilijke tijden aan en verhuisden ze naar Donetsk (in die tijd Yuzovka geheten), waar zijn vader koetsier werd. Lev Zadov doorliep daar de Joodse basisschool en begon daarna als handarbeider in een fabriek, later werkte hij in de metaalfabriek van Yuzovka.

## Anarchisme en dwangarbeid
Lev Zadov sloot zich al voor 1912 aan bij een anarchistische groep van de metaalfabriek, en was lange tijd lid van de Yuzovsk-groep van Anarchocommunisten. Hij nam deel aan een aantal gewapende berovingen, een gebruikelijke manier voor dergelijke groepen om hun activiteiten te financieren. Hij beroofde onder andere de voorman van een artel bij een mijn, en een geldkantoor in Debaltseve. Hij werd in 1913 gearresteerd voor het beroven van een postkantoor en veroordeeld tot 8 jaar dwangarbeid.

## Van de Februarirevolutie tot Machno
Zadov werd vrijgelaten na de Februarirevolutie (1917), samen met andere revolutionaire gevangenen. Hij werd kort daarna gekozen tot lid van de sovjet van Yuzovka. Zadov was nauw betrokken geweest bij het organiseren van de anarchistische paramilitaire groep in Yuzovka en voegde zich in het voorjaar van 1918 met zijn groep bij het Rode Leger. Zijn jongere broer Daniël was ook lid van deze groep. Zadov klom snel op in rang en werd plaatsvervangend regimentscommandant. Zijn regiment bevocht het naderende Duitse leger en troepen van Tsentralna Rada, maar werd verslagen waarna ze zich terugtrokken naar Volgograd (Tsaritsyn geheten). De gebroeders Zadov verlieten het Rode Leger en gingen weer naar Oekraïne om zich bij de anarchisten aan te sluiten.

## Onder Machno
Lev Zadov sloot zich aan bij de guerrilla's van Nestor Machno in augustus 1918 en werd hoofd van de Kontrrazvedska, de militaire inlichtingendienst van het Revolutionair Opstandsleger van Oekraïne. Volgens ooggetuigen behoorde hij tot de nabije kring rond Machno en diens vrouw. Zadov heeft enkele keren het leven van Machno te hebben gered bij schermutselingen met het Rode Leger. Op 28 augustus 1921 organiseerde Zadov de ontsnapping van de overgebleven troepen van Machno's guerrillagroep naar Roemenië. De Roemeense veiligheidsdienst rekruteerde hem en zijn broer in 1924 om zich aan te sluiten bij een ondergrondse anti-Sovjetgroep die naar de Sovjet-Unie zou worden gezonden.

## Bij de OGPU
Na de grens overgestoken te zijn, gaf hij zich over aan de Sovjet-autoriteiten en ging bij de OGPU (voorloper van de KGB), waar hij werkte op hun kantoor in Odessa. Daniël Zadov kwam op het kantoor van Tiraspol terecht. Zadov was bepalend voor het uitschakelen van diverse militante anti-Sovjetgroepen. Hij heeft een van de meest succesvolle inlichtingenoperaties tegen Roemenië uitgevoerd, en werd beloond met een persoonlijk verguld wapen voor de "succesvolle strijd tegen de contrarevolutie". De Zadov-broers werden gearresteerd tijdens de Grote Zuivering in september 1937 en beschuldigd van samenwerking met de Roemeense veiligheidsdienst. Het proces tegen hen vond plaats op 25 september 1938 en duurde 15 minuten. Lev en Daniël werden schuldig verklaard en dezelfde dag geëxecuteerd door een vuurpeloton.

## Persoonlijk
Lev Zadov trouwde in 1925 met Vera Matvienko, ze kregen een dochter, Alla Zinkovskaja (1921), en een zoon, Vadim Zinkovski (1926). Alla Zinkovskaya ging aan het begin van de Duitse inval (Tweede Wereldoorlog) als vrijwilliger bij het Rode leger. Ze werd gedood op 13 juni 1942 bij de belegering van Sebastopol (1941-1942). Vadim ging in 1944 bij het Rode Leger en werd officier. Vadim Zinkovski nam ontslag in 1977, hij was toen kolonel.

### In literatuur
Lev Zadov wordt door Aleksej Nikolajevitsj Tolstoj in diens trilogie "Langs de lijdensweg" geportretteerd als een meedogenloze maar laffe moordenaar, die aan veel gewelddadigheden tegen burgers meedeed, maar de strijd tegen andere legers schuwde. De uitspraken "verberg je tanden of ik sla ze eruit" en "Ik ben Lev Zadov, ik spreek en jij zult vrezen" aan hem toegeschreven door Tolstoj, werden Russisch slang. Voor zijn informatie over Zadov gebruikte hij een in 1924 in Kiev gepubliceerd pamflet.